# Назаров, Валерий Юрьевич
Вале́рий Ю́рьевич Наза́ров (род. 8 октября 1964, Липецкая область) — советский и российский учёный-правовед, деятель образования в системе учебных заведений МВД России, специалист по административному праву, кандидат юридических наук, начальник Саратовского юридического института МВД России (2008—2011), профессор Московского университета МВД России (2011—2015), генерал-майор полиции (лишён звания по приговору суда).

## Биография
Валерий Юрьевич Назаров родился 8 октября 1964 года в Липецкой области.
- 1990 год — окончил Высшую школу МВД СССР.
- 1990 год — 2008 год — в разные годы занимал должности оперуполномоченного ОБХСС, Управления уголовного розыска, старшего инспектора ДПС, заместителя начальника отдела ГАИ округа г. Москвы, заместителя начальника милиции общественной безопасности одного из округов г. Москвы, заместителя начальника Управления Департамента кадрового обеспечения МВД России, заместителя начальника Московского университета МВД России.
- 1999 год — окончил Академию управления МВД России.
- 2007 год — защитил диссертацию на соискание учёной степени кандидата юридических наук на тему «Административно-правовое регулирование организации дорожного движения в городах».
- 2008 год[3] — 2011 год[4] — последний начальник Саратовского юридического института МВД России, возглавлял ликвидационную комиссию.
- 2011 год — 2015 год — профессор кафедры конституционного и муниципального права Московского университета МВД России.
- 2017 год — осужден к лишению свободы за мошенничество.

## Уголовное преследование
В мае 2017 года генерал-майор полиции Назаров Валерий Юрьевич был осужден за мошенничество Драгомиловским судом города Москвы. По версии обвинения Назаров В. Ю. и его соучастники мошенническим путем завладели денежными средствами одной из московских предпринимательниц за якобы содействие в прекращении в отношении нее уголовного дела о неуплате налогов. Назарова В. Ю. приговорили к трем с половиной годам лишения свободы с лишением права занимать должности в государственных органах и звания генерал-майора полиции.
Кроме того, во время нахождения Назарова В. Ю. в заключении, в отношении него самого было совершено мошенничество. Находящийся вместе с ним в камере СИЗО бывший ведущий программы «Час суда» Владимир Резник, также обвиняемый в мошенничестве, обманным путем завладел денежными средствами Назарова В. Ю., якобы за обеспечение ему отправки в нужную колонию ФСИН России после приговора суда.

## Некоторые публикации
- Назаров В. Ю. Административно-правовое регулирование организации дорожного движения в городах. Дис. … канд. юрид. наук. — М., 2007. — 196 с.
- Коллектив авторов. Саратовский юридический институт МВД России. — Саратов: Издательство СЮИ МВД России, 2010. — 239 с. — ISBN 978-5-7485-0615-1.
- Коллектив авторов. Служебная дисциплина и дисциплинарная ответственность в системе государственной правоохранительной службы Российской Федерации: учебное пособие. — Саратов: Издательство СЮИ МВД России, 2010. — 142 с. — ISBN 978-5-7485-0608-3.
- Коллектив авторов. Административная деятельность органов внутренних дел в вопросах и ответах: учебно-методическое пособие. — Саратов: Издательство СЮИ МВД России, 2010. — 150 с. — ISBN 978-5-7485-0622-9.
- Мильшин Ю. Н., Назаров В. Ю., Здольник А. В. Административная ответственность в сфере безопасности дорожного движения: монография. — Саратов: Издательство СЮИ МВД России, 2010. — 131 с. — ISBN 978-5-7485-0624-3.